# Enzo Fittipaldi
Enzo Fittipaldi da Cruz (ur. 18 lipca 2001 w Miami) – brazylijsko-amerykański kierowca wyścigowy. Wnuk dwukrotnego mistrza świata Formuły 1 Emersona Fittipaldi'ego. Mistrz Włoskiej Formuły 4 w 2018 roku. W 2022 roku kierowca zespołu Charouz Racing System w Formule 2.

## Wyniki

### Podsumowanie
| Sezon   | Seria                                  | Zespół                        | Starty | P1 | PP | NO | Podia | Punkty | Pozycja |
| ------- | -------------------------------------- | ----------------------------- | ------ | -- | -- | -- | ----- | ------ | ------- |
| 2016    | Ginetta Junior Championship            | Douglas Motorsport            | 25     | 0  | 0  | 0  | 0     | 113    | 18      |
| 2016/17 | Meksykańska Formuła 4                  | APYCSA Racing                 | 2      | 0  | 0  | 0  | 0     | 4      | 20      |
| 2017    | Włoska Formuła 4                       | Prema Powerteam               | 21     | 0  | 0  | 1  | 0     | 89     | 9       |
| 2017    | Niemiecka Formuła 4                    | Prema Powerteam               | 3      | 0  | 0  | 0  | 1     | 0      | NS†     |
| 2018    | Włoska Formuła 4                       | Prema Theodore Racing         | 21     | 7  | 9  | 5  | 12    | 303    | 1       |
| 2018    | Niemiecka Formuła 4                    | Prema Theodore Racing         | 20     | 1  | 2  | 3  | 9     | 223    | 3       |
| 2019    | Formula Regional European Championship | Prema Powerteam               | 24     | 2  | 2  | 5  | 13    | 336    | 2       |
| 2019    | Grand Prix Makau                       | Sauber Junior Team by Charouz | 1      | 0  | 0  | 0  | 0     | n.d.   | 16      |
| 2020    | Formuła 3                              | HWA Racelab                   | 18     | 0  | 0  | 0  | 0     | 27     | 15      |
| 2021    | Formuła 3                              | Charouz Racing System         | 12     | 0  | 0  | 0  | 1     | 25     | 17      |
| 2021    | Formuła 2                              | Charouz Racing System         | 8      | 0  | 0  | 0  | 0     | 2      | 20      |
| 2021    | Indy Pro 2000 Championship             | RP Motorsport USA             | 2      | 0  | 0  | 0  | 0     | 20     | 19      |
| 2022    | Formuła 2                              | Charouz Racing System         | 28     | 0  | 0  | 0  | 6     | 126    | 8       |
| 2023    | Formuła 2                              | Carlin                        |        |    |    |    |       |        |         |

† – Kierowca nie był zaliczany do klasyfikacji.

### Formuła 3
| Rok  | Zespół                | Wyniki w poszczególnych eliminacjach | Wyniki w poszczególnych eliminacjach | Wyniki w poszczególnych eliminacjach | Wyniki w poszczególnych eliminacjach | Wyniki w poszczególnych eliminacjach | Wyniki w poszczególnych eliminacjach | Wyniki w poszczególnych eliminacjach | Wyniki w poszczególnych eliminacjach | Wyniki w poszczególnych eliminacjach | Wyniki w poszczególnych eliminacjach | Wyniki w poszczególnych eliminacjach | Wyniki w poszczególnych eliminacjach | Wyniki w poszczególnych eliminacjach | Wyniki w poszczególnych eliminacjach | Wyniki w poszczególnych eliminacjach | Wyniki w poszczególnych eliminacjach | Wyniki w poszczególnych eliminacjach | Wyniki w poszczególnych eliminacjach | Wyniki w poszczególnych eliminacjach | Wyniki w poszczególnych eliminacjach | Wyniki w poszczególnych eliminacjach | Punkty | Pozycja |
| ---- | --------------------- | ------------------------------------ | ------------------------------------ | ------------------------------------ | ------------------------------------ | ------------------------------------ | ------------------------------------ | ------------------------------------ | ------------------------------------ | ------------------------------------ | ------------------------------------ | ------------------------------------ | ------------------------------------ | ------------------------------------ | ------------------------------------ | ------------------------------------ | ------------------------------------ | ------------------------------------ | ------------------------------------ | ------------------------------------ | ------------------------------------ | ------------------------------------ | ------ | ------- |
| 2020 | HWA Racelab           | RBR                                  | RBR                                  | RBR                                  | RBR                                  | HUN                                  | HUN                                  | SIL                                  | SIL                                  | SIL                                  | SIL                                  | CAT                                  | CAT                                  | SPA                                  | SPA                                  | MNZ                                  | MNZ                                  | MUG                                  | MUG                                  |                                      |                                      |                                      | 27     | 15      |
| 2020 | HWA Racelab           | 18                                   | 9                                    | 15                                   | 13                                   | 19                                   | 9                                    | 18                                   | 19                                   | 17                                   | 17                                   | 13                                   | 8                                    | 26                                   | 12                                   | 9                                    | 19                                   | 5                                    | 4                                    |                                      |                                      |                                      | 27     | 15      |
| 2021 | Charouz Racing System | CAT                                  | CAT                                  | CAT                                  | LEC                                  | LEC                                  | LEC                                  | RBR                                  | RBR                                  | RBR                                  | HUN                                  | HUN                                  | HUN                                  | SPA                                  | SPA                                  | SPA                                  | ZAN                                  | ZAN                                  | ZAN                                  | SOC                                  | SOC                                  | SOC                                  | 25     | 17      |
| 2021 | Charouz Racing System | 12                                   | NU                                   | 19                                   | 21                                   | 17                                   | 11                                   | 4                                    | 8                                    | 15                                   | 12                                   | 2                                    | 9                                    | –                                    | –                                    | –                                    | –                                    | –                                    | –                                    | –                                    | –                                    | –                                    | 25     | 17      |

### Formuła 2
| Rok  | Zespół                | Wyniki w poszczególnych eliminacjach | Wyniki w poszczególnych eliminacjach | Wyniki w poszczególnych eliminacjach | Wyniki w poszczególnych eliminacjach | Wyniki w poszczególnych eliminacjach | Wyniki w poszczególnych eliminacjach | Wyniki w poszczególnych eliminacjach | Wyniki w poszczególnych eliminacjach | Wyniki w poszczególnych eliminacjach | Wyniki w poszczególnych eliminacjach | Wyniki w poszczególnych eliminacjach | Wyniki w poszczególnych eliminacjach | Wyniki w poszczególnych eliminacjach | Wyniki w poszczególnych eliminacjach | Wyniki w poszczególnych eliminacjach | Wyniki w poszczególnych eliminacjach | Wyniki w poszczególnych eliminacjach | Wyniki w poszczególnych eliminacjach | Wyniki w poszczególnych eliminacjach | Wyniki w poszczególnych eliminacjach | Wyniki w poszczególnych eliminacjach | Wyniki w poszczególnych eliminacjach | Wyniki w poszczególnych eliminacjach | Wyniki w poszczególnych eliminacjach | Wyniki w poszczególnych eliminacjach | Wyniki w poszczególnych eliminacjach | Punkty | Pozycja |
| ---- | --------------------- | ------------------------------------ | ------------------------------------ | ------------------------------------ | ------------------------------------ | ------------------------------------ | ------------------------------------ | ------------------------------------ | ------------------------------------ | ------------------------------------ | ------------------------------------ | ------------------------------------ | ------------------------------------ | ------------------------------------ | ------------------------------------ | ------------------------------------ | ------------------------------------ | ------------------------------------ | ------------------------------------ | ------------------------------------ | ------------------------------------ | ------------------------------------ | ------------------------------------ | ------------------------------------ | ------------------------------------ | ------------------------------------ | ------------------------------------ | ------ | ------- |
| 2021 | Charouz Racing System | BHR                                  | BHR                                  | BHR                                  | MON                                  | MON                                  | MON                                  | BAK                                  | BAK                                  | BAK                                  | SIL                                  | SIL                                  | SIL                                  | MNZ                                  | MNZ                                  | MNZ                                  | SOC                                  | SOC                                  | SOC                                  | JED                                  | JED                                  | JED                                  | YAS                                  | YAS                                  | YAS                                  |                                      |                                      | 2      | 20      |
| 2021 | Charouz Racing System | –                                    | –                                    | –                                    | –                                    | –                                    | –                                    | –                                    | –                                    | –                                    | –                                    | –                                    | –                                    | NU                                   | 16                                   | 11                                   | 17                                   | OD                                   | 12                                   | 12                                   | 7                                    | NU                                   | –                                    | –                                    | –                                    |                                      |                                      | 2      | 20      |
| 2022 | Charouz Racing System | BHR                                  | BHR                                  | JED                                  | JED                                  | IMO                                  | IMO                                  | MON                                  | MON                                  | CAT                                  | CAT                                  | BAK                                  | BAK                                  | SIL                                  | SIL                                  | RBR                                  | RBR                                  | HUN                                  | HUN                                  | SPA                                  | SPA                                  | ZAN                                  | ZAN                                  | MNZ                                  | MNZ                                  | YAS                                  | YAS                                  | 56*    | 9*      |
| 2022 | Charouz Racing System | 11                                   | 13                                   | 10                                   | 11                                   | 12                                   | 2                                    | 8                                    | 6                                    | 4                                    | 5                                    | NU                                   | 6                                    | 3                                    | 11                                   |                                      |                                      |                                      |                                      |                                      |                                      |                                      |                                      |                                      |                                      |                                      |                                      | 56*    | 9*      |